# معبد زيوس كاسيوس
معبد زيوس كاسيوس هو بقايا لمعبد آثري يقع في محافظة شمال سيناء، مصر. المعبد مشيد من الطوب اللبن على منصة مرتفعة من الرديم، وكسر الحجارة، ويحمل سقفه أعمدة الجرانيت الوردي، بينما يقع مدخل المعبد اتجاه الشرق، وكان الصعود للمعبد كان يجري على طريق سلم صاعد مكسو بالرخام.

## الاكتشاف
لم توفّق أعمال المسح الأثري وأعمال الحفائر المحدودة التي تمت بالموقع في عام 1910 ضمن مشروع المسح الأثري والحفائر لشركة قناة السويس العالمية، في الكشف عن بقايا المعبد، ولكنها كشفت في المكان عن كتلة حجرية من الجرانيت الوردي عليها نقش غير مكتمل باليونانية القديمة تم إعادة اكتشافها مرة أخرى في عام 2022، بالإضافة الى كتلة حجرية أخرى من الجرانيت الوردي عليها نقش غائر باليونانية اكتُشفت لأول مرة. وعند دراسة الكتلتين، اتضح أن النصوص تكمل بعضها البعض، إذ تشير النقوش الى أن الإمبراطور هادريان أمر بإضافات جديدة لمعبد زيوس كاسيوس في بيلوزيوم، وأن حاكم مصر، تيتوس فلافيوس تيتانوس، هو من قام بعمل تلك الإضافات.